# Planina (gmina Semič)
Planina – wieś w Słowenii, w gminie Semič. W 2018 roku liczyła 9 mieszkańców.